# Michel Velser
Michel Velser (* im 14. Jahrhundert; † unbekannt) ist der Verfasser einer Übersetzung des Reiseberichts des Jean de Mandeville ins Deutsche. Als Vorlage diente ihm wohl eine Kontinental-Version der 'Reisen'. Neben dieser gibt es noch eine weitere deutsche Übersetzung, sie stammt von Otto von Diemeringen. Velser ist Südtiroler, wahrscheinlich aus dem Geschlecht der Herren von Vels, dementsprechend finden sich sprachliche Besonderheiten in seiner Übersetzung. Er lässt sich urkundlich 1372 fassen, die Übersetzung konzipierte er wahrscheinlich vor 1393. Genauere Lebensdaten sind nicht bekannt.

## Ausgaben der Reisebeschreibung
- Sir John Mandevilles Reisebeschreibung. In deutscher Übersetzung von Michel Velser. Herausgegeben von Eric John Morrall. Akademie-Verlag, Berlin 1974.
- Jean de Mandeville: Reisen. Reprint der Erstdrucke der deutschen Übersetzungen des Michel Velser und des Otto von Diemeringen. Herausgegeben und mit einer Einleitung versehen von Ernst Bremer und Klaus Ridder. Georg Olms Verlag, Hildesheim/Zürich/New York 1991, ISBN 3-487-09430-4.